# Venecia (Cundinamarca)
Venecia es un municipio colombiano del departamento de Cundinamarca, ubicado en la Provincia del Sumapaz, a 121 km al sur de Bogotá.

## Toponimia

### Origen lingüístico[3]
- Familia lingüística:
- Lengua:

### Significado
Venecia, la ciudad italiana, fue antiguamente llamada Venetia. Tiene su origen en el latín y se ha relacionado con la palabra venire, que significa "venir" en italiano.

### Origen / Motivación
Venecia toma su nombre de la ciudad italiana, conocida como la ciudad de los canales.

### Nombres históricos
- Ospina Pérez (1949-1951)

## Geografía

### Límites municipales
Venecia comprende su delimitación con los siguientes municipios, siendo la parte occidental perteneciente a Tolima y el resto a Cundinamarca:
| Noroeste: Icononzo ( Tolima) (Río Sumapaz) | Norte: Pandi | Nordeste: San Bernardo |
| Oeste: Icononzo ( Tolima) (Río Sumapaz)    |              | Este: San Bernardo     |
| Suroeste: Icononzo ( Tolima) (Río Sumapaz) | Sur: Cabrera | Sureste: San Bernardo  |

### División Político-Administrativa
Su Cabecera municipal se encuentra dividido en los barrios: Centro, Buena Vista, Porvenir, Fundadores, Divino Niño. El territorio tiene bajo su jurisdicción los siguientes centros poblados: Aposentos y El Trébol 

El municipio además, está compuesto con las siguientes veredas:

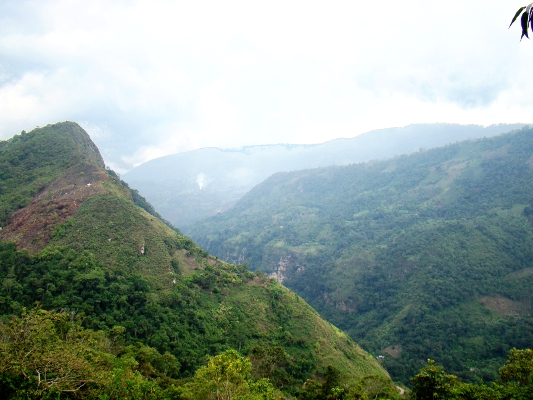
Panorámica de la geografía veneciana.

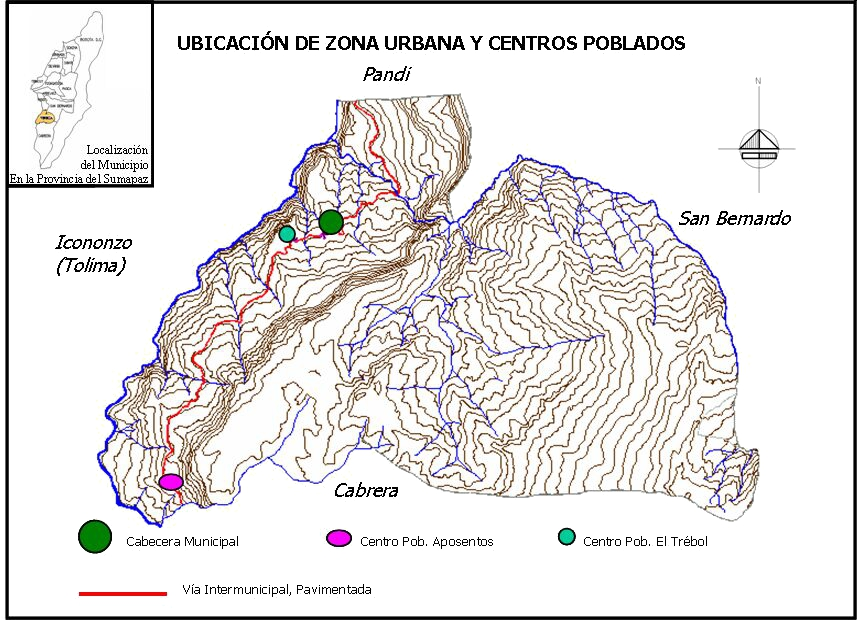
Centros poblados de Venecia.

La Reforma, San Cristóbal, Agua Dulce, Sabaneta Baja y Sabaneta Alta, Aposentos Doa, El Diamante, La Chorrera, Palmar Bajo, Medio y Alto, Sagrado Corazón, Quebrada Grande Alta y Quebrada Grande Baja, Las Mercedes, San Antonio y San Antonio Bajo, Buenos Aires y Buenos Aires Alto, Los Robles y Las Mercedes.

## Historia
Actualmente es imposible afirmar que la cultura indígena de los sutagaos de Doa, extinguidos en el siglo XVIII, sea antecesor del municipio, por cuanto que no hay una relación entre uno y otro. El sitio en donde se encuentra asentada la población de Venecia dio lugar a la disposición de una posada para los viajeros como término de jornada en el camino real entre las poblaciones de Pandi y Cabrera.

### SigloXX
La población se fundó en los terrenos cedidos por los señores Carlos Heredia Pinilla y Martín Moyano, en el año 1924. En sus proximidades se ubicaba la escuela rural perteneciente a la hacienda de "Aguadulce", la cual se estableció en 1918, y en 1923 se construyó el templo parroquial.

#### Década de los 20
La Capilla fue comenzada a construir por el Presbítero Filiberto Ávila, párroco de la población de Pandi. El Concejo de Pandi decretó su categorización como corregimiento en 1928.

#### Década de los 30
En el mes de marzo de 1936 se nombró como Inspección Departamental de Policía, y el Decreto 549 de 10 de julio de 1939 confirmó su funcionamiento a partir de esa fecha.

#### Década de los 40
El 12 de octubre de 1945 se inauguró la carretera de Pandi, y el 24 de octubre de 1949 se estableció la parroquia de la población.

#### Década de los 50
Según el Decreto Departamental número 727 de 5 de septiembre de 1951, promulgado por el gobernador de Cundinamarca Juan Uribe Holguín, aprobado por Decreto Nacional 2213 de 23 de octubre, fue erigido como municipio con el nombre de Ospina Pérez, segregado de Pandi.

#### Década de los 70
La Ordenanza número 17 de fecha 29 de noviembre de 1974 le devolvió a la población el nombre actual de Venecia....

## Símbolos municipales

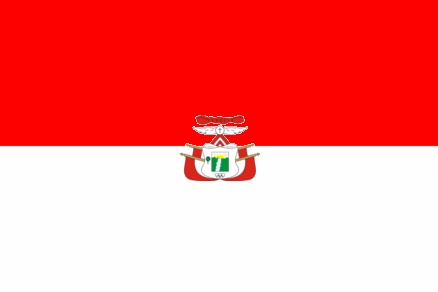
Bandera de Venecia.

Bandera: Dos franjas horizontales de igual proporción en los siguientes colores: El color rojo en la parte superior del pabellón. En la parte inferior el color blanco. Símbolos de naciente emporio de riqueza, con gente trabajadora, de sanas costumbres, amantes de la paz, solidarios y ricos en cultura y deporte. La bandera ostenta el escudo en el centro.

- Escudo municipal.

Escudo: El cuerpo del escudo tiene forma española. En su interior se forma un recuadro, con un paisaje que muestra el Salto de la Chorrera, con un Sol naciente. Desde él, unos rayos que proyectan la frase «Integridad y Progreso». Al lado izquierdo del recuadro un árbol y en la parte inferior los cinco anillos olímpicos. Entre los elementos o blasones que lo conforman, se encuentra en la parte superior sobre unas nubes rojas el nombre del municipio. Sostenido por unas alas, en cuyo centro un círculo muestra la Santa Cruz, símbolo de fe y religiosidad. Alrededor del cuerpo del escudo, cuatro astas con igual número de banderas del municipio, sinónimo del equilibrio necesario para vivir en armonía.

### Himno

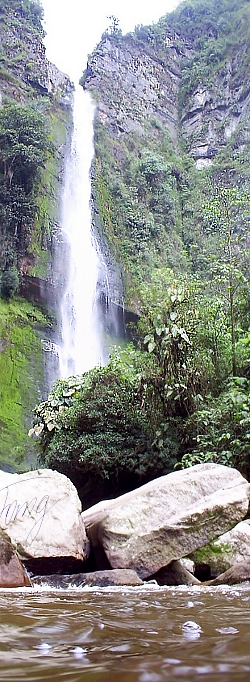
Salto de La Chorrera.

| Letra y música: Parmenio Chavarria Salamanca I ¡Oh Venecia tierra soberana! noble ancestro de fe y dignidad rodeada de agrestes montañas entre ríos y fuente de paz. II Para todo el pueblo veneciano gran orgullo siempre habrá de ser el ser hijos de esta bella tierra y quererla su primer deber. Coro Cuando veo ondear su bandera sus colores el blanco y el rojo, siento orgullo de paz y grandeza de ser hijo de un pueblo glorioso. Se repite I, II y coro | III El sendero ecológico nos lleva a un idílico paraje de color, la imponte y mágica Chorrera gran orgullo de nuestra región. IV Esperanza veo en ti Venecia con esfuerzo vamos a luchar por ser gente de gran hidalguía y un ejemplo para el Sumapaz. Se repite coro ¡Venecia...Venecia...Venecia! |

## Economía
El municipio basa su economía principalmente en el sector agropecuario, siendo la agricultura la actividad económica más representativa, aunque la ganadería presenta una tendencia al aumento, los sistemas productivos se dan principalmente en minifundios. A nivel de los centros poblados la principal actividad económica es el comercio de bienes y servicios básicos para la canasta familiar. La solidez económica del municipio se ha visto incrementada, así como las inversiones de personas provenientes de otras regiones.

## Educación
En la zona rural, se cuenta con dieciséis (16) sedes de educación básica primaria, las cuales operan bajo el modelo de Escuela Nueva, ubicadas estratégicamente en cada vereda del municipio.
- Educación Secundaria y Bachillerato: Institución Educativa Departamental Venecia.
- Educación Primaria y Preescolar: Escuela Antonio Nariño, Escuela General Santander.

### Biblioteca
El municipio cuenta con una Biblioteca Pública ubicada a 30 metros de la casa de gobierno, la cual ofrece una colección de libros de 4300 volúmenes, además de un gran número de material audiovisual también a disposición de la comunidad en general. Se cuenta con servicios como consulta dirigida, sala de informática, navegación en Internet gratuita, zona WiFi, préstamo interno, afiliación y préstamo externo, salas de lectura infantil y general. 
El horario es de lunes a viernes 8:00 a. m. - 1:00 p. m.. y de 2:00 p. m. - 6:00 p. m.

## Cultura y Turismo

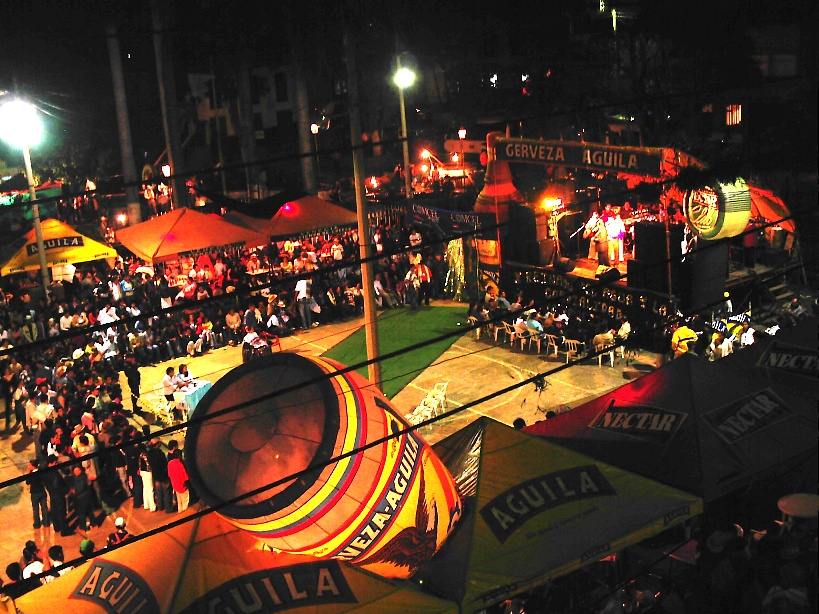
Vista nocturna de las ferias y fiestas del municipio, ExpoVenecia 2006.

Cada año se celebran en el municipio de Venecia las Ferias y Fiestas como parte de la celebración del onomástico junto con el Reinado del Agua y la Cordialidad.
Además de ello, se celebra el Festival de la Música Campesina por el Agua y la Vida, en el que se incentiva el talento y las costumbres sanas de los juglares locales.

### Atractivos naturales

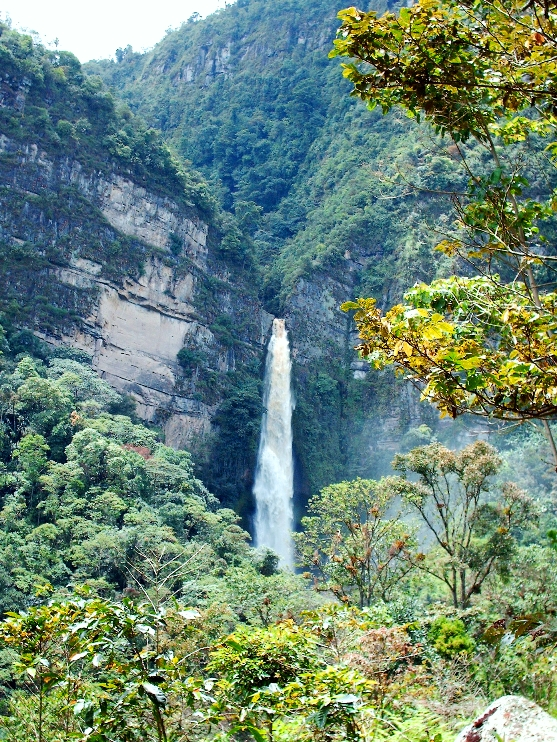
Caída natural de agua en la quebrada "La Chorrera" de Venecia.

- Caída de Agua Natural La Chorrera: está ubicada a 40 minutos del casco urbano. El recorrido se realiza por un sendero ecoturístico divisando la variedad de cultivos de la región, es una caminata rodeada de leyendas e historias de los Sutagaos, antiguos pobladores del municipio y antecesores de toda la variedad de arte rupestre que se encuentra plasmada en las piedras aledañas al recorrido.
- Los Cerros: la geografía de Venecia incluye varios cerros alrededor de su casco urbano que enmarcan el recorrido del río Sumapaz, el cual se observa perfectamente desde el mirador que está ubicado en la vereda La Chorrera, a 2 km aproximadamente del casco urbano; en este sitio se divisa todo el cañón del Sumapaz.

### Otros sitios turísticos

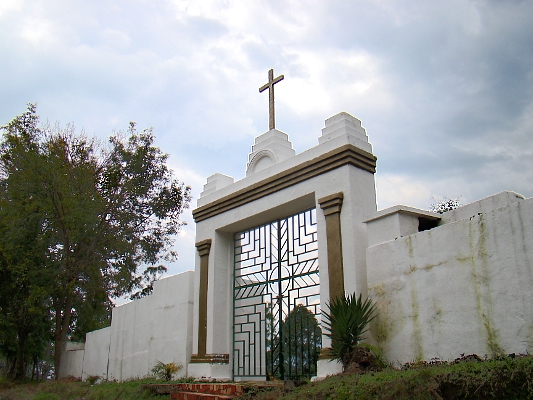
Entrada del cementerio municipal

Existen además otros sitios aun no muy conocidos como la Cascada de Hilos o Regadera, la Cascadas Las Pavas, La Perla, además de los deportes de aventura.
- Restaurante y Hospedaje La Casona: hace parte del atractivo arquitectónico de Venecia.
- Parque Principal: allí se celebran los eventos públicos como conciertos, reinados, concursos y las populares ferias y fiestas.
- Templo Parroquial: iglesia ubicada en el parque principal.
- Cascada de Hilos o Regadera.
- Mirador cañón del Sumapaz.
- Cascadas La Colmena y Palmar Bajo.

### Hotelería
- Villa Sandra Hotel Campestre, hermosas y cómodas instalaciones, habitaciones con TV y baño privado, piscina con tobogán, cancha de fútbol, sauna y jacuzzi y maravillosos paisajes.

- Hospedaje y restaurante El Buen Amigo, presta servicio a la comunidad y turistas.

## Movilidad
A Venecia se llega por la Ruta Nacional 40 desde Soacha hasta el centro poblado del Boqueron, finalizando el municipio de Fusagasugá a orillas del río Sumapaz y siguiendo este último al sur pasando por la parte occidental de Arbeláez, Pandi hasta el casco urbano cundiveneciano y de ahí a Cabrera y el centro poblado bogotano de La Unión en la Localidad de Sumapaz.

### Transporte
- Asociación de transporte CootransVenecia, que recorre Boquerón y los municipios de Pandi y Cabrera. Desde la ciudad de Bogotá se prestan los servicios de las empresas Cootransfusa y Auto Fusa S.A.

## Servicios públicos
- Energía Eléctrica: Enel, es la empresa prestadora del servicio de energía eléctrica.
- Gas Natural: Alcanos de Colombia es la empresa distribuidora y comercializadora de gas natural en el municipio.